# Jacques Morel (actor)
Jacques Morel (29 de mayo de 1922 – 9 de abril de 2008) fue un actor de nacionalidad francesa. Habitual actor de reparto cinematográfico y televisivo, es conocido por haber interpretado para la televisión durante nueve años el papel principal de la serie Julien Fontanes, magistrat.

## Biografía
Su verdadero nombre era Jacques Houstraete, y nació en París, Francia. Tras cursar estudios en la Escuela de Estudios Superiores de Comercio, Jacques Morel creó una próspera sociedad de correduría y transporte petrolífero, pero la Segunda Guerra Mundial y la escasez de petróleo le obligaron a cerrarla con importantes deudas.
Para subsistir se hizo archivista en una sociedad donde sus colegas montaron una pequeña orquesta de aficionados. Un día hicieron una prueba frente a Alcide Castille, director de L'Européen, que le animó a actuar como cantante de orquesta. Por amistad con sus colegas, rechazó algún ofrecimiento para actuar en solitario. Meses más tarde, en 1941, contactó con Maurice Poggi, director de Coucou y de L'Excelsior, que lo contrató. El 8 de octubre de 1941 debutó sobre el escenario cantando y haciendo imitaciones en el Coucou.
Empezó a actuar en el cine con pequeños papeles a finales de los años 1940. Marcel Pagnol le confió en 1951 su primera actuación de importancia junto a Fernandel en el film Topaze, rodando con el tiempo con directores como Gilles Grangier o Sacha Guitry. En 1955 fue Luis XVI de Francia en la cinta María Antonieta, reina de Francia, de Jean Delannoy, actuando junto a Michèle Morgan en el papel titular. En 1957 actuó con Edwige Feuillère y Jacques Dumesnil en la comedia Le Septième Commandement, de Raymond Bernard.
También actor de voz, dobló a Obélix en los tres primeros filmes de animación dedicados a las aventuras de Astérix. Además, entre 1967 y 1973 fue la voz principal de la emisión infantil La Maison de Toutou, en las cuales aparecían las marionetas Zouzou, Toutou y Kiki.
En 1968, al no conseguir más trabajos en el cine, dirigió una sociedad de dispositivos médicos, a la vez que actuaba en televisión en el espacio Au théâtre ce soir. Pasados diez años vendió su empresa. Además, entre 1980 y 1989 interpretó en TF1 al personaje titular de la serie Julien Fontanes, magistrat.
En 1993 hizo su último papel teatral en la obra Knock ou le Triomphe de la médecine, donde actuó junto a Michel Serrault. Víctima de una dolencia cardiovascular producida tras una de las representaciones, el actor hubo de suspender su carrera artística. Jacques Morel falleció en el año 2008 en París, siendo enterrado en  Villeneuve-Saint-Georges. Había estado casado con Janine, y tuvo tres hijos: Martine, Alain y Olivier.

## Filmografía

### Cine
- 1944 : L'aventure est au coin de la rue, de Jacques Daniel-Norman
- 1945 : Seul dans la nuit, de Christian Stengel
- 1948 : Toute la famille était là, de Jean de Marguenat
- 1949 : Voyage à trois, de Jean-Paul Paulin
- 1949 : Au p'tit zouave, de Gilles Grangier
- 1949 : Entre onze heures et minuit, de Henri Decoin
- 1950 : La Dame de chez Maxim, de Marcel Aboulker
- 1950 : L'Homme de joie, de Gilles Grangier
- 1950 : Les Joueurs, de Claude Barma
- 1951 : Topaze, de Marcel Pagnol
- 1951 : Au fil des ondes, de Pierre Gautherin
- 1951 : Victor, de Claude Heymann
- 1952 : Nous sommes tous des assassins, de André Cayatte
- 1953 : Rue de l'Estrapade, de Jacques Becker
- 1953 : Une fille dans le soleil, de Maurice Cam
- 1953 : Un trésor de femme, de Jean Stelli
- 1953 : Les amours finissent à l'aube, de Henri Calef
- 1953 : Une nuit à Megève, de Raoul André
- 1953 : Mandat d'amener de Pierre-Louis
- 1954 : Si Versailles m'était conté..., de Sacha Guitry
- 1954 : Après vous, duchesse, de Robert de Nesle
- 1954 : Les hommes ne pensent qu'à ça, de Yves Robert
- 1954 : Escalier de service, de Carlo Rim
- 1955 : Les Grandes Manœuvres, de René Clair
- 1955 : La Môme Pigalle, de Alfred Rode
- 1956 : Si Paris nous était conté, de Sacha Guitry
- 1956 : María Antonieta, reina de Francia, de Jean Delannoy
- 1956 : Elena et les Hommes, de Jean Renoir
- 1957 : Folies-Bergère, de Henri Decoin
- 1957 : Le Septième Commandement, de Raymond Bernard
- 1957 : Les Suspects, de Jean Dréville
- 1958 : Un certain monsieur Jo, de René Jolivet
- 1958 : Sacrée Jeunesse, de André Berthomieu
- 1958 : La Vie à deux, de Clément Duhour
- 1958 : Madame et son auto, de Robert Vernay
- 1958 : Clara et les Méchants, de Raoul André
- 1959 : Drôles de phénomènes, de Robert Vernay
- 1959 : Maigret et l'Affaire Saint-Fiacre, de Jean Delannoy
- 1960 : Le Panier à crabes, de Joseph Lisbona
- 1961 : L'Imprevisto, de Alberto Lattuada
- 1961 : À rebrousse-poil, de Pierre Armand
- 1962 : Rencontres, de Philippe Agostini
- 1964 : Le Gentleman de Cocody, de Christian-Jaque
- 1965 : Les Mordus de Paris, de Pierre Armand
- 1965 : La Corde au cou, de Joseph Lisbona
- 1965 : Un milliard dans un billard, de Nicolas Gessner
- 1965 : Pleins feux sur Stanislas, de Jean-Charles Dudrumet
- 1969 : L'Auvergnat et l'Autobus, de Guy Lefranc
- 1978 : Ça fait tilt, de André Hunebelle
- 1978 : L'Exercice du pouvoir, de Philippe Galland
- 1978 : L'Amour en question, de André Cayatte

### Televisión
- 1950 : Les Joueurs (telefilm), de Claude Barma
- 1953 : Madame Bovary (telefilm), de Claude Barma
- 1962 : Système deux (telefilm)
- 1962 : La caméra explore le temps (serie TV), episodio L'Affaire du collier de la Reine, de Guy Lessertisseur
- 1965 : De nos envoyés spéciaux (serie TV)
- 1965 : Quelle famille ! (serie TV)
- 1973 : La Duchesse d'Avila (miniserie)
- 1974 : Les Enquêtes du commissaire Maigret (serie TV), episodio Maigret et la Grande Perche, de Claude Barma
- 1976 : Le Comédien (telefilm)
- 1978 : Les Bijoux de Carina (telefilm)
- 1978 : Jean-Christophe (serie TV)
- 1979 : Miss (serie TV)
- 1979 : La Belle Vie (telefilm), de Lazare Iglesis
- 1980 : Julien Fontanes, magistrat (serie TV)
- 1980 : Les Dossiers éclatés (serie TV), episodio Le querellé ou La nécessité d'être comme tout le monde
- 1980 : Cabrioles (telefilm)
- 1981 : Les Bons bourgeois (telefilm)
- 1981 : La Vie des autres (serie TV), episodio "Pomme à l'eau", de Emmanuel Fonlladosa
- 1985 : Châteauvallon (serie TV), de Serge Friedman, Paul Planchon y Emmanuel Fonlladosa
- 1987 : Studio follies (serie TV)

### Au théâtre ce soir
- 1966 : Le Père de Mademoiselle, de Roger Ferdinand, escenografía de Fernand Ledoux, dirección de Georges Folgoas, Théâtre Marigny
- 1966 : J'y suis, j'y reste, de Raymond Vincy y Jean Valmy, escenografía de Jean Valmy, dirección de Pierre Sabbagh, Théâtre Marigny
- 1967 : Les Vignes du seigneur, de Robert de Flers y Francis de Croisset, escenografía de Jacques Morel, dirección de Pierre Sabbagh, Théâtre Marigny
- 1968 : Mademoiselle, de Jacques Deval, escenografía de Jacques-Henri Duval, dirección de Pierre Sabbagh, Théâtre Marigny
- 1968 : Le Système Deux, de Georges Neveux, escenografía de René Clermont, dirección de Pierre Sabbagh, Théâtre Marigny
- 1969 : Le mari ne compte pas, de Roger Ferdinand, escenografía de Jacques Morel, dirección de Pierre Sabbagh, Théâtre Marigny
- 1973 : La Reine blanche, de Pierre Barillet y Jean-Pierre Gredy, escenografía de Jacques Sereys, dirección de Georges Folgoas, Théâtre Marigny
- 1974 : L'Or et la paille, de Pierre Barillet y Jean-Pierre Gredy, escenografía de Jacques Sereys, dirección de Georges Folgoas, Théâtre Marigny
- 1974 : Hélène ou la Joie de vivre, de André Roussin y Madeleine Grawitz, escenografía de René Clermont, dirección de Georges Folgoas, Théâtre Édouard VII
- 1975 : La mandrágora, de Roland Jouve a partir de Nicolás Maquiavelo, escenografía de Jacques Ardouin, dirección de Pierre Sabbagh, Théâtre Édouard VII
- 1976 : La Frousse, de Julien Vartet, escenografía de René Clermont, dirección de Pierre Sabbagh, Théâtre Édouard VII
- 1979 : Le Troisième Témoin, de Dominique Nohain, escenografía del autor, dirección de Pierre Sabbagh, Théâtre Marigny
- 1984 : J'y suis, j'y reste, de Raymond Vincy y Jean Valmy, escenografía de Robert Manuel, dirección de Pierre Sabbagh, Théâtre Marigny

## Teatro
- 1947 : Couleurs du temps, de Paul Colline y Jean Rieux, escenografía de Jacques-Henri Duval, Théâtre des Bouffes-Parisiens
- 1948 : Le mari ne compte pas, de Roger Ferdinand, Théâtre des Bouffes-Parisiens
- 1949 : Les Bonnes Cartes, de Marcel Thiébaut, escenografía de Pierre Bertin, Théâtre Gramont
- 1950 : La Revue de l'Empire, de Albert Willemetz, Ded Rysel y André Roussin, música de Paul Bonneau, Maurice Yvain, Francis Lopez y Henri Bourtayre, escenografía de Maurice Lehmann y Léon Deutsch, Théâtre de l'Empire
- 1951 : Une folie, de Sacha Guitry, escenografía del autor, Théâtre des Variétés
- 1951 : L'Ile heureuse, de Jean-Pierre Aumont, escenografía de Pierre Dux, Théâtre Édouard VII
- 1952 : Beaufils et fils, de Raoul Praxy, escenografía de Jacques Dumesnil, Théâtre de la Potinière
- 1953 : Frère Jacques, de André Gillois, escenografía de Fernand Ledoux, Théâtre des Variétés
- 1954 : À la Jamaïque, de Francis Lopez y Raymond Vincy, escenografía de Alfred Pasquali, Teatro de la Porte Saint-Martin
- 1955 : À bout portant, de Jean Bruce, escenografía de Jacques-Henri Duval, Théâtre de la Potinière
- 1955 : Zamore, de Georges Neveux, escenografía de Henri Soubeyran, Théâtre Édouard VII
- 1955 : Le Système deux, de Georges Neveux, escenografía de René Clermont, Théâtre Édouard VII
- 1956 : Le mari ne compte pas, de Roger Ferdinand, escenografía de Jacques Morel, Théâtre Édouard VII
- 1957 : Romanoff et Juliette, de Peter Ustinov, escenografía de Jean-Pierre Grenier, Théâtre Marigny
- 1958 : Tessa, la nymphe au cœur fidèle, de Jean Giraudoux a partir de Basil Dean y Margaret Kennedy, escenografía de Jean-Pierre Grenier, Théâtre Marigny
- 1958 : L'Étonnant Pennypacker, de Liam O'Brien, escenografía de Jean-Pierre Grenier, Théâtre Marigny
- 1959 : La Tête des autres, de Marcel Aymé, escenografía de André Barsacq, Théâtre de l'Atelier
- 1959 : Un beau dimanche de septembre, de Ugo Betti, escenografía de André Barsacq, Théâtre de l'Atelier
- 1960 : Trampa para un hombre solo, de Robert Thomas, Jacques Charon, Théâtre des Bouffes-Parisiens
- 1961 : Trampa para un hombre solo, de Robert Thomas, escenografía de Jacques Charon, Théâtre des Célestins
- 1961 : ¿Quiere usted jugar con mí?, de Marcel Achard, escenografía de Henri Soubeyran, Festival de Vaison-la-Romaine
- 1961 : Moulin à poivre, de Robert Rocca y Jacques Grello, escenografía de Jacques Mauclair, Les Trois Baudets
- 1963 : Adieu prudence, de Leslie Stevens, escenografía de Jacques Mauclair, Théâtre des Ambassadeurs
- 1963 : Des enfants de cœur, de François Campaux, escenografía de Christian-Gérard, Théâtre Michel
- 1964 : Des enfants de cœur, de François Campaux, escenografía de Christian-Gérard, Teatro del Ambigu-Comique
- 1966 : J'y suis, j'y reste, de Raymond Vincy y Jean Valmy
- 1968 : Le Père de Mademoiselle, de Roger Ferdinand, escenografía de Fernand Ledoux, gira
- 1968 : Des enfants de cœur, de François Campaux, escenografía de Christian-Gérard, Théâtre Édouard VII
- 1969 : Voyage à trois, de Jean de Létraz, escenografía de Robert Manuel, Théâtre Édouard VII
- 1969 : La Paille humide, de Albert Husson, escenografía de Michel Roux, Théâtre de la Michodière
- 1971 : Trampa para un hombre solo, de Robert Thomas, escenografía de Jacques Charon, Théâtre Édouard VII
- 1972 : L'Ouvre-boîte, de Félicien Marceau, escenografía de Pierre Franck, Théâtre de l'Œuvre
- 1974 : Le Mari, la Femme et la Mort, de André Roussin, escenografía de Louis Ducreux, Théâtre Antoine
- 1974 : L'or et la paille, de Pierre Barillet y Grédy, escenografía de Jacques Sereys, Théâtre Marigny
- 1979 : Tovaritch de Jacques Deval, escenografía de Jean Meyer, Théâtre de la Madeleine
- 1980 : Les Bons Bourgeois, de René de Obaldia, escenografía de Jacques Rosny, Théâtre Hébertot
- 1981 : Mademoiselle, de Jacques Deval, escenografía de Jean Meyer, Théâtre de la Michodière
- 1984 : Désiré, de Sacha Guitry, escenografía de Jean-Claude Brialy, Théâtre Édouard VII
- 1987 : Le Mari, la Femme et la Mort, de André Roussin, escenografía de Francis Joffo, Théâtre de la Renaissance, Giras Herbert-Karsenty
- 1992 : Trilogie marseillaise, de Marcel Pagnol, adaptación y escenografía de Jean-Luc Tardieu, Théâtre des Variétés
- 1993 : Knock ou le Triomphe de la médecine, de Jules Romains, escenografía de Pierre Mondy, Teatro de la Porte Saint-Martin

## Actor de voz (selección)
- 1967 : La Maison de Toutou : Toutou
- 1967 : Astérix el Galo
- 1968 : Astérix y Cleopatra
- 1976 : Las doce pruebas de Astérix
- 1978 : La Ballade des Dalton

## Radio
- 1951 : La Poison, de Sacha Guitry
- 1962 : S.O.S. Météores, a partir de Edgar Pierre Jacobs
- 1967 : Les aventures d'Astérix le gaulois